# ‘Alemaya Hāyk'
‘Alemaya Hāyk' är en sjö i Etiopien.   Den ligger i regionen Oromia, i den centrala delen av landet, 400 km öster om huvudstaden Addis Abeba. ‘Alemaya Hāyk' ligger 2 008 meter över havet. Arean är 2,2 kvadratkilometer. Omgivningarna runt ‘Alemaya Hāyk' är en mosaik av jordbruksmark och naturlig växtlighet. Den sträcker sig 1,5 kilometer i nord-sydlig riktning, och 3,2 kilometer i öst-västlig riktning.